# NGC 4370
NGC 4370 este o galaxie spirală situată în constelația Fecioara. A fost descoperită în 13 aprilie 1784 de către William Herschel. Se află la o distanță de 16,5 megaparseci de Pământ.